# Allmän klotmussla
Allmän klotmussla (Sphaerium corneum) är en sötvattenslevande mussla som hör till familjen klotmusslor. IUCN kategoriserar arten som livskraftig.

## Kännetecken
Allmänna klotmusslan har ett klotformigt skal som kan bli upp till 13,5 mm långt. Skalet hos äldre individer har en brun eller grå färg. Yngre individer har vanligtvis gult skal.
Höger och vänster klaff av samma exemplar:

Höger klaff
Vänster klaff

## Ekologi
Allmänna klotmusslan lever i grunda sjöar och vattendrag där vattnet rör sig långsamt. Liksom de flesta andra musslor är allmänna klotmusslan en filtrerare och föredrar därför övergödda vatten där den har tillgång till föda. Arten tål dock inte organiska föroreningar på alltför hög nivå.
Allmänna klotmusslor kan bli upp till 3 år gamla. De anses fullvuxna då deras skal når längden 4 mm, vilket kan vara så tidigt som vid tre månaders ålder i artens naturliga miljö.

## Utbredning
Arten förekommer i sjöar och vattendrag i norra och centrala Europa. Den finns i stort sett i hela Norden utom i de högre belägna områdena i Norge, på Färöarna och på Island. Den har även blivit introducerad till Nordamerika där har den observerats i sjöarna Ontariosjön, Eriesjön, Michigansjön, Övre sjön, Rice Lake och Huronsjön.